# (633) Zelima
(633) Zelima – planetoida z grupy pasa głównego asteroid okrążająca Słońce w ciągu 5 lat i 92 dni w średniej odległości 3,02 j.a. Została odkryta 12 maja 1907 roku w Landessternwarte Heidelberg-Königstuhl w Heidelbergu przez Augusta Kopffa. Nazwa planetoidy pochodzi od niemieckiego imienia Zelima (została zainspirowana literami oznaczenia asteroidy (1907 ZM) w imieniu ZeliMa). Przed jej nadaniem planetoida nosiła oznaczenie tymczasowe (633) 1907 ZM.